# Ideofono
Per "ideofono", in linguistica, si intende qualsiasi espressione (o "significante") che, nel riferirsi al proprio significato (o "referente"), ha una forma più mimetica che convenzionale (o simbolica).

## Caratteristiche generali
Che la divinità sia indicata in italiano con il termine dio e in inglese con il termine god ha un sapore arbitrario, nel senso che non sussiste nessun legame apparente tra queste sequenze di lettere e la cosa indicata (cioè il significato/referente) o, se mai esistito, questo legame non è più percepito (ed è la convenzione che garantisce la comprensibilità delle parole). Al contrario, il termine crac si riferisce ad un ramo che si spezza in una forma che richiama direttamente il suono che si sente in natura quando un ramo si spezza. Sembra insomma che ci sia un legame "naturale" tra il suono della parola/espressione e il suono della cosa indicata dall'espressione.
Questo legame si chiama "fonosimbolismo" e la sua misura è variabile, nel senso che una parola o espressione può avere un maggiore o minor grado di mimetismo rispetto alla cosa indicata. Così, crac è più vicino alla realtà fisica che indica di quanto non sia din don, che in italiano indica il suono della campana.
Va poi considerata la natura del mezzo espressivo: nella lingua scritta spesso l'intenzione mimetica di un'espressione può corrispondere a diverse realizzazioni fonetiche: così, l'espressione inglese mumble, che indica una riflessione o meditazione profonda, è stata spesso usata nei fumetti in lingua italiana, con il risultato di ottenere anche in italiano una certa misura di sapore mimetico, come se effettivamente una mente che rifletta faccia proprio il rumore/suono [ˈmumble]. D'altra parte, la pronuncia inglese è piuttosto [ˈmʌmbl]. Mimetica o convenzionale che sia una espressione, la comune base alfabetica (in questo caso, l'alfabeto latino) può produrre realizzazioni differenti e può anche variare la misura del fonosimbolismo.
Da un punto di vista culturale, è interessante notare che esiste una importante componente di convenzionalità anche nelle opzioni mimetiche: ad esempio, il canto del gallo è indicato in italiano con l'espressione chicchirichì, che in spagnolo è indicata in modo quasi analogo (quiquiriquí); in tedesco è ancora un po' diversa (kikeriki), mentre in francese la differenza si fa sensibile (cocorico) e ancor di più in olandese (kukeluku, pronunciato [kykəlyˈky]). Se l'intento mimetico fosse pienamente riuscito, la realizzazione dell'espressione sarebbe identica in tutte le lingue: alcune scelte arbitrarie hanno invece un peso nella scelta della forma mimetica valutata come più adatta.
Nelle lingue in cui solo le vocali possono costituire il nucleo della sillaba, fanno eccezione proprio alcuni ideofoni, come accade negli ideofoni della lingua italiana pss, brr, zzz.
In genere, gli ideofoni rappresentano parti invariabili della lingua, che non possono, cioè, essere sottoposte a flessione.

## Ideofonemi e ideogrammi
Lo scrittore e pittore italiano Carlo Levi, nella sua opera L'orologio, utilizza il termine "ideofonema", mettendolo in contrapposizione a "ideogramma": secondo Levi, le civiltà orali avrebbero nell'ideofonema il fondamento della loro tradizione magica, mentre la civiltà della scrittura e dell'approccio razionalista punta all'ideogramma come sua massima realizzazione espressiva.